# Arenaria karakorensis
Arenaria karakorensis là loài thực vật có hoa thuộc họ Cẩm chướng. Loài này được E.Schmid mô tả khoa học đầu tiên năm 1932.